# 灰岩紫地榆
灰岩紫地榆（学名：Geranium franchetii）是牻牛儿苗科老鹳草属的植物，为中国的特有植物。分布在中国大陆的湖北、贵州、四川、云南等地，生长于海拔700米至3,000米的地区，见于山地林下、灌丛和草地，目前尚未由人工引种栽培。

## 异名
- Geranium candicans R. Knuth
- Geranium franchetii R. Knuth var. glandulosum Z. M. Tan